# Willy le moineau
Pour plus de détails, voir Fiche technique et Distribution.
Willy le moineau (Vili, a veréb) est un long métrage d'animation américano-hongrois de József Gémes, sorti en 1989.

## Synopsis
Willy est un garçon âgé de douze ans, il vit avec sa sœur Élisabeth plus jeune que lui et un chat Kitty qu'il malmène pour s'amuser. Willy s'imagine en héros de West-Earn et s'amuse à tirer sur les moineaux du square en bas de chez lui. Lorsqu'il tire sur les moineaux pour les effrayer la fée des moineaux, Verbéna le remarque et monte le voir. Elle lui applique alors un spray magique censé le rendre gentil et aimable, mais Willy jouant de la situation parvient à se faire transformer en moineau. A court de produit magique, la fée Verbéna s'absente pour en retrouver, laissant involontairement Willy à la merci de Kitty. Élisabeth lui sauve la vie in-extremis et le libère dans la nature. Willy fera la connaissance d'un moineau rouge et de son compère bleu qui sont les chefs d'un groupe de moineaux (celui-là même que Willy avait attaqué étant Homme) ainsi que d'un vieux moineau Batch, qui lui apprendra la vie de moineau jusqu'à ce qu'il sache voler par lui-même, en échange, Willy lui apprendra à lire.
Willy profitera d'une absence de Batch pour sortir et découvrir la ville sous un angle différent. Il rencontrera également la bande de moineaux. La fée Verbéna, Batch et Kitty chercheront Willy simultanément. Lorsque Willy rentre chez Batch, celui-ci le chasse pensant que Willy se moque de lui.
Après plusieurs péripéties, Verbéna retransformera Willy en humain, Batch également qui deviendra son compagnon.

## Fiche technique
- Titre original : Vili, a veréb
- Titre français : Willy le moineau
- Réalisation :   József Gémes,
- Scénario :  József Gémes, József Nepp
- Musique : Zsolt Pethõ
- Format : Couleurs - 35 mm - 1,37:1 - son Dolby stéréo
- Date de sortie :
  - Hongrie : 16 novembre 1989

## Distribution

### Voix originales
- Levente Igaz : Vili (Willy)
- József Székhelyi : Cipúr (Cipur)
- Klári Tolnay : Verbéna
- Eszter Kárász : Fūles (Tanya)
- Cecília Esztergályos : Cili (Kitty)
- Tibor Szilágyi : Krampusz (Noirelin)
- Mátyás Usztics : Spagyi (Rouge)
- Péter Tihanyi : Guri (Lunettes)
- Zóltan Bor : Sunya (Moignon)
- Ildikó Kilin : Csiri (Aimée)
- István Faludy : Züfec (Dodu)
- Ildikó Hűvösvölgyi : Csiperke (Julie)
- József Gyabronka : Csures (T. J.)
- Sándor Suka : Zsozsó (Otto)
- Zoltán Benkóczy : Degesz (Gros)
- András Komlós : Lómező portása (le porteur)

### Voix françaises
- Danièle Hazan : Verbéna
- Philippe Mareuil : Batch
- Jocelyne Jeanssen : Kitty